# Craig Anthony Washington
Craig Anthony Washington (Longview, 12 ottobre 1941) è un politico statunitense, membro della Camera dei Rappresentanti per lo stato del Texas dal 1989 al 1995.

## Biografia
Laureato in legge, Washington entrò in politica con il Partito Democratico e negli anni settanta venne eletto all'interno della legislatura statale del Texas, dove rimase fino al 1989.
In quell'anno infatti il deputato Mickey Leland morì improvvisamente in un incidente aereo e vennero indette delle elezioni speciali per assegnare il suo seggio alla Camera dei Rappresentanti. Washington si candidò e riuscì a vincerle, venendo eletto deputato. Venne poi rieletto per altri due mandati nel 1990 e nel 1992.
Nel 1994 chiese agli elettori un altro mandato, ma nelle primarie democratiche venne sconfitto ampiamente dalla consigliera comunale di Houston Sheila Jackson Lee, che poi divenne deputata. Washington lasciò così il Congresso dopo cinque anni di permanenza.